# Саморядов, Алексей Алексеевич
Алексе́й Алексе́евич Саморя́дов (5 июля 1962 — 25 января 1994) — русский писатель и сценарист. Писал сценарии в соавторстве с Петром Луциком к фильмам «Дети чугунных богов», «Окраина», «Лимита», «Гонгофер», «Дюба-дюба», наиболее ярко выразившим поколение 90-х.

## Биография
Родился 5 июля 1962 в Оренбурге. Учился в Оренбургской школе № 1. Окончил сценарный факультет ВГИКа (мастерская Одельши Агишева и Веры Туляковой).
Погиб 25 января 1994 года: разбился, перебираясь с балкона на балкон десятого этажа гостиницы «Ялта» во время Ялтинского кинофестиваля. По воспоминаниям Александра Чеботаева, близкого друга Петра Луцика, Луцик считал себя виноватым в смерти Саморядова. «Он мне говорил, что с девицей в номере заперся, а Лешка пьяный через балкон к ним полез, — вспоминает А. Чеботаев. — Вообще, как Леша умер, Петро как будто сломался. Тосковал сильно, много пил».
В 2004 году в Оренбурге на школе № 1, где учился Алексей Саморядов, установлена мемориальная доска в его честь, его имя носит улица в Оренбурге. С 2010 года в рамках Международного кинофестиваля «Восток & Запад. Классика и Авангард» в Оренбурге вручается губернаторский приз имени А. Саморядова «за лучший сценарий».

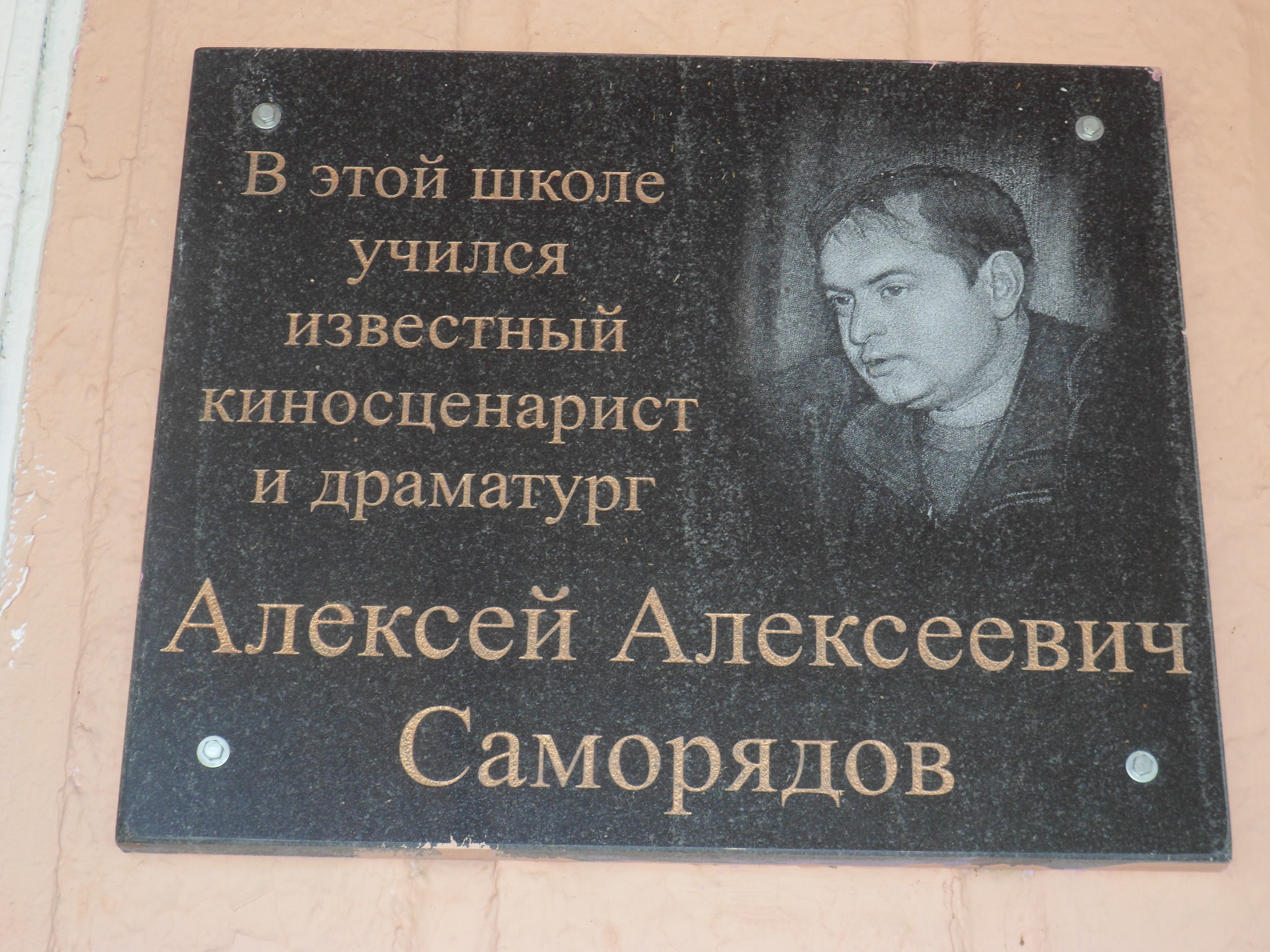
Мемориальная доска в Оренбурге

В соавторстве с Петром Луциком также писал сказки. Наиболее известная — «Сказка про последнего ангела»:
У Николая Коннова с хутора Казанского жена рожала. Сидел он дома, ждал, тут женщины вдруг выбежали, кричат: беги сына встречай. Он заходит в дом и видит: жена его родила овцу. Лежит овца на постели, вся в крови и блеет, а жена плача гладит ее. Выбежал он из дома: Боже ты, Боже, ведь мы еще все живы, что же ты делаешь, — и поскакал в степь. 
Не знаю, сколько он ехал, только видит, на холме хутор, заброшенный и церковь на площади. Выехал он на площадь, а возле церкви люди, все лицами темные и молча роют землю ножами. А рядом мальчик сидит, лет десяти, на лавке и на него смотрит. Подъехал он ближе, а мальчик встал и говорит: езжай домой, Коннов. Бог отвернулся от русских, я ваш последний ангел остался. Езжай и живи, как есть, лучше не будет. 

Перегнулся тогда Коннов с седла и ножом хватил его по горлу. Раз отвернулся, то и ангела нам последнего не надо, мы другова Бога сыщем. И ускакал.

## Призы и награды
- 1993 — «Кинотавр» — специальный приз жюри (авторское кино), фильм «Гонгофер», «Золотой овен» - премия за лучший сценарий, фильм «Гонгофер», фильм «Дюба-дюба»
- 1994 — «Ника» за лучший сценарий, фильм «Дети чугунных богов», «Золотой овен» - премия за лучший сценарий, «Зеленое яблоко - золотой листок»
- 1995 — «Ника» — премия за лучший сценарий, фильм «Лимита»
- 1998 — МКФ в Чикаго (Приз FIPRESCI, фильм «Окраина»).
- 1999 — МКФ «Лістапад» в Минске (Спец. приз газеты «Культура» — «Импульсы вечного: вечная тема, вечный сюжет», фильм «Окраина»).
- 1999 — МКФ славянских и православных народов Золотой Витязь (Приз за лучшую режиссёрскую работу, фильм «Окраина»).
- 2009 — Премия Ника (За лучший сценарий, фильм «Дикое поле»).

## Фильмография
- 1987 — Тихоня (короткометражный) — автор сценария
- 1988 — Государственная граница. На дальнем пограничье — автор сценария
- 1988 — Гражданин убегающий (короткометражный) — автор сценария
- 1988 — Золотая голова мстителя — актёр
- 1989 — Канун (короткометражный) — режиссёр, автор сценария
- 1990 — Савой — автор сценария
- 1992 — Гонгофер — автор сценария
- 1992 — Дюба-дюба — автор сценария
- 1992 — Лимита — автор сценария
- 1993 — Дети чугунных богов — автор сценария
- 1998 — Окраина — автор сценария
- 2008 — Дикое поле — автор сценария